# Deidre Palacios
Deidre Palacios, född 1981, är en svensk socialantropolog och före detta ordförande för RFSL, mellan 2019 och 2021.
Deidre Palacios studerade på Stockholms universitet och har sedan 2014 en filosofie kandidat i socialantropologi. Under studierna var hen informatör på RFSU och RFSL. Under Melodifestivalen 2012 spreds ett fotografi på en kvinna som inte hade rakat bort håret under armarna. Bilden uppmärksammades bland annat för att kvinnan drabbades av mobbning och näthat. Deidre Palacios skapade då kampanjen Ta tillbaka håret som fick utmärkelsen Antigonepriset som delas ut av Ljungskile folkhögskola.
Mellan 2014 och 2016 var hen RFSL:s förbundsstyrelses representant i den nystartade antirasistiska arbetsgruppen. Deidre Palacios blev tillförordnad vice ordförande hösten 2017 och valdes till vice ordförande i RFSL i maj 2018. Inför RFSL:s kongress i Borås 2019 var hen inte nominerad av valberedningen till någon plats i förbundsstyrelsen, men under kongressen valdes hen till förbundets ordförande av ombuden, vilket innebar att den sittande ordföranden Sandra Ehene inte blev omvald.